# Le Couperet (roman)
Cet article concerne le roman. Pour l’adaptation au cinéma, voir Le Couperet (film).
Le Couperet (The Ax) est un roman noir de Donald E. Westlake, publié en 1997. 
Le roman est traduit en français en 1998. Il est adapté au cinéma par Costa-Gavras dans un film homonyme en 2005.

## Résumé
Dans les États-Unis des années 1990, Burke Devore, cadre dans une papèterie depuis 25 ans, est licencié à cause d'une fusion entre son entreprise et une autre. À environ 40 ans, après deux ans de chômage, il décide de retrouver un travail par une voie plus radicale.
Il passe une petite annonce dans un journal spécialisé, se faisant passer pour un chef d'entreprise, affirmant qu'il recherche quelqu'un ayant les mêmes qualifications que lui, et récolte les CV.
Ayant ainsi les coordonnées des postulants, il décide d’assassiner les personnes qui auraient de meilleures qualifications que lui au poste désiré.

## Réception critique
Le roman reçoit un excellent accueil critique.
Pour Télérama, Martine Laval qualifie le livre de « pamphlet […] culotté » et de « critique de la société […] corrosive » atteignant presque le statut de « chef-d'œuvre ».
Pour Michel Abescat, critique du Monde, il s’agit d’« un des meilleurs romans noirs de l'année » 1998.

## Éditions françaises
La traduction en français a été réalisée par Mona de Pracontal.
- Payot & Rivages, Rivages/Thriller, 1998 ;
- Payot & Rivages, Rivages/Noir no 375, 2000 ;
- Cercle Polar, coll. Roman noir, 2001 ;
- Flammarion, coll. Étonnants Classiques no 248, 2007.

## Adaptation cinématographique
- 2005 : Le Couperet, film français réalisé par Costa-Gavras, scénario de Costa-Gavras et Jean-Claude Grumberg d'après le roman éponyme de Donald E. Westlake, avec José Garcia, Karin Viard et Ulrich Tukur ;
- prévu en 2025 : Aucun autre choix (어쩔수가없다), film sud-coréen de Park Chan-wook.